# 안계중학교 구천분교
안계중학교 구천분교는 경상북도 의성군 구천면 유산리에 있었던 중학교 분교이다.

## 학교 연혁
- 1982년 12월 10일 안계중학교 구천분교 설립 인가
- 1983년 3월 1일 구천국민학교 병설 개교
- 1996년 3월 1일 구천초등학교 병설 안계중학교 구천분교 개편
- 2003년 3월 1일 폐교 및 안계중학교 통폐합